# Lura

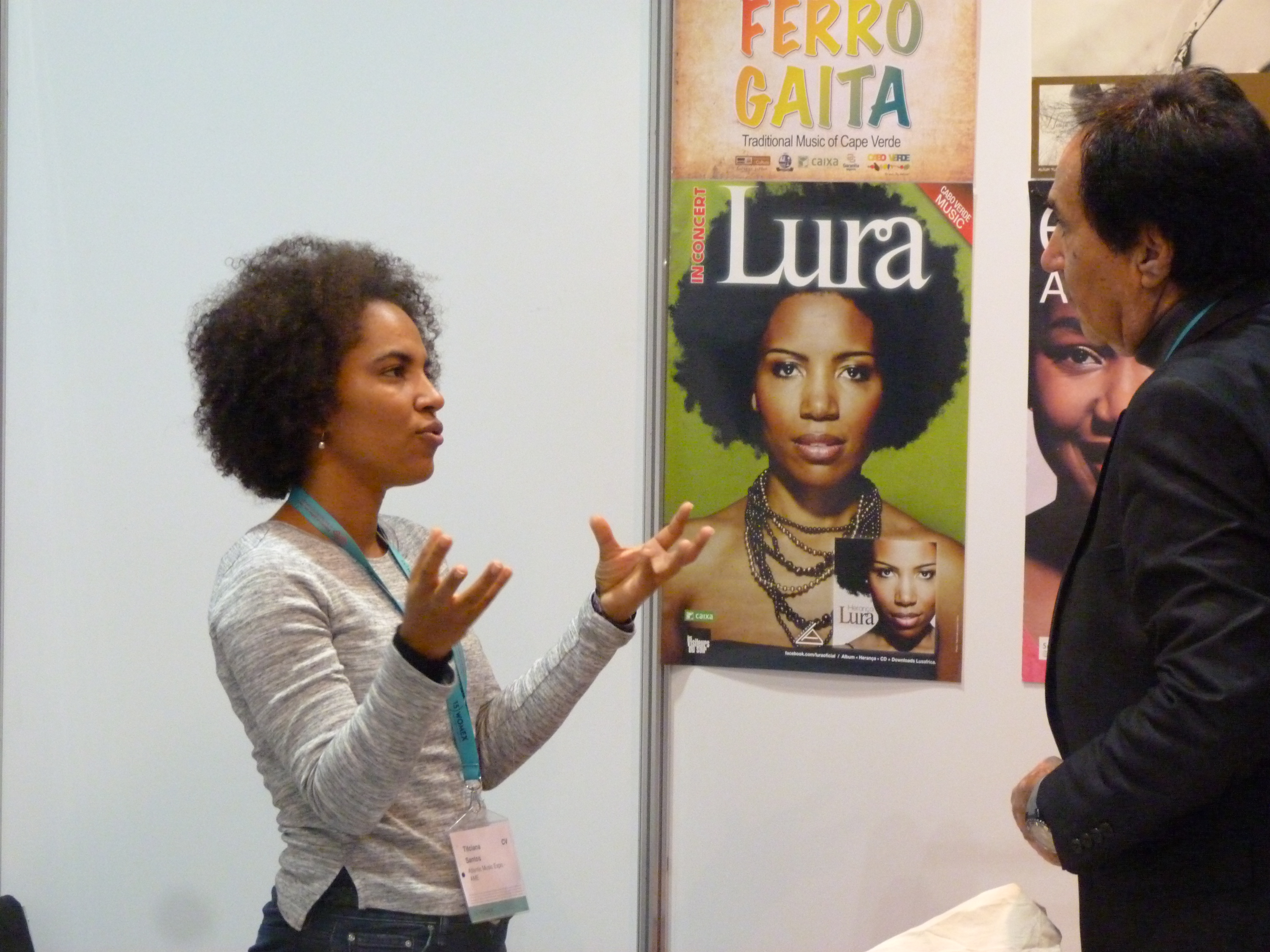
Lura no World Music Expo em 2015

Lura (Lisboa, 1975) é uma cantora portuguesa de ascendência cabo-verdiana. As suas composições baseiam-se na música tradicional cabo-verdiana como por exemplo a Morna, o Funaná e o Batuque, e influenciadas pela música ocidental africana e contemporânea.

## Biografia
Maria de Lurdes Assunção Pina – que veio a adotar o nome artístico de Lura – nasceu a 31 de julho de 1975, na Maternidade Alfredo da Costa, em Lisboa. Filha de pais cabo-verdianos, a mãe nascida em Santo Antão e o pai em Santiago, Lura foi a primeira de quatro irmãos e acabou por ser a única artista da família, uma alma impregnada de duas culturas bem presentes na sua vida, nas suas melodias e no seu percurso artístico: a portuguesa e a cabo-verdiana.
Mas Lura foi também, desde cedo, uma lutadora, muito reflexo da sua condição de irmã mais velha e filha de pais separados, sentindo sempre a responsabilidade de lutar ao lado da sua mãe para dar aos irmãos uma vida feliz, acabando ela muitas vezes por abdicar da sua própria infância, da infância natural de qualquer criança feliz.
Mesmo assim sempre conseguiu passar pelos momentos mais críticos da sua vida com um sorriso rasgado, sem mágoas e sem rancores. Cresceu num bairro social, sabendo que o local onde vivia não faria dela uma pessoa perdedora ou resignada, ganhando antes a perspetiva de que a determinação, o trabalho e a perseverança seriam a brisa para uma bela história de vida.
A menina atleta, a bailarina ou a cantora
Lura estudou e, na verdade, quase se perdeu uma cantora de reconhecido mérito internacional e talvez a atual expressão maior da cultura cabo-verdiana para se ganhar uma atleta de alta competição ou uma bailarina. E isto porque a sua determinação, empenho e profissionalismo só podiam colocá-la como uma das melhores, fosse em que atividade fosse, mas para infortúnio dos amantes do desporto e da dança e para a sorte dos apaixonados pela música a Lura seguiu o caminho das notas musicais.

Tudo começou com Juka, cantor de São Tomé, quando a convidou a participar no seu disco. “Eu tinha dezassete anos e era suposto eu fazer apenas coros mas, no final, Juka pediu-me para cantar um dueto com ele. Eu nunca pensei cantar mas ele insistiu e…” relembra Lura. E terá sido então que a pequena Lura percebeu que tinha uma voz com um tom profundo e sensual, apesar de não se sentir suficientemente focada para levar a música assim tão a sério, mesmo com o enorme sucesso do tema. E assim lá decidiu continuar a seguir o seu sonho de viver para o Desporto e para a Dança.
Quando tinha 21 anos, um produtor português ajudou-a a gravar o seu primeiro álbum, um disco de dança direcionado à sua geração. Apesar do cariz comercial do álbum, a música “Nha Vida” (Minha Vida) viria a ser alvo de grande atenção, ao ser incluída no disco Red Hot + Lisbon, em 1997. E é nesta fase da sua vida (e também por força de uma lesão que sofreu) que começa definitivamente a vida de Lura no mundo da música e espetáculo.
O tremendo sucesso de "Na Ri Na"
Corria o ano de 2000 quando a Lusafrica - Editora e label da reconhecida Diva Cesária Évora – descobriu Lura, por força do seu dueto com Bonga no tema "Mulemba Xangola", e assinou com a artista, produzindo, em 2004, Di Korpu Ku Alma (De Corpo e Alma), o primeiro disco verdadeiramente Cabo-verdiano de Lura, que rapidamente galgou todas as fronteiras devido ao tremendo sucesso de "Na Ri Na". Em 2005, o álbum foi lançado em mais de 10 países, incluindo os EUA. Refira-se, por exemplo, o caso de Itália, onde ficou entre os mais vendidos durante o Verão, ou Inglaterra, onde foi nomeado para os BBC World Music Awards.
Sobre Di Korpu Ku Alma, o escritor José Eduardo Agualusa escreveu: "…o futuro da música cabo-verdiana já tem nome e esse nome é Lura", ao mesmo tempo que o jornal britânico The Independent afirmava: "… quando sua carreira internacional descolar, esta menina vai encher estádios”.  
Já em 2006 e em França, Lura foi nomeada para os “Victoires de la Musique", na categoria de melhor álbum e com o seu novo disco M'bem di Fora (Venho de Fora), editado em Novembro de 2006, viajou por todo o mundo e conquistou um público cada vez mais fiel e atento à sua música. Três anos mais tarde, Eclipse veio a confirmar o imenso talento da cantora, uma joia da nova geração da música cabo-verdiana, que ainda assim afirmava: "...a minha carreira é uma surpresa constante, desde a descoberta da minha voz na adolescência até hoje. Eu vivo o dia-a-dia, mas de uma coisa tenho a certeza, que cantarei para o resto da minha vida…”.
Em 2010, a Lusafrica editou The Best of Lura, um álbum que reuniu os seus melhores temas e incluiu “Moda Bô”, o tema de sua autoria dedicado à Diva dos Pés Descalços e gravado em dueto. O álbum incluiu ainda um DVD com um concerto de Lura filmado pela RTP. E como qualquer outro artista e amigo, Lura ficou desolada quando Cesária Évora faleceu, em Dezembro de 2011. Um ano depois, prestou-lhe uma sentida homenagem em sua memória com o tema “Nós Diva”, apenas divulgado no YouTube.
Um retorno “às origens” e o regresso a Lisboa
Decidida a vivenciar a realidade de Cabo-Verde, Lura tomou a decisão de se mudar para a cidade da Praia, fortalecendo laços com músicos e compositores do arquipélago, mas continuando a atuar por todo o mundo para alegria dos seus fans. O regresso ao estúdio para a gravação do álbum Herança aconteceu um ano depois, no início de 2015. Vibrante, tremendamente dançável e puramente cabo-verdiano, Herança foca a real energia do arquipélago, o compasso e ritmo do funaná, em temas como “Maria di Lida”, “Sabi di Más” e “Ness Tempo di Nha Bidjissa”.
Herança retrata a intensidade Cabo-verdiana, das suas gentes, tradições e da sua música na mais melodiosa e carismática voz de toda uma geração. Na voz de Lura, cada tema do disco é a redescoberta da essência da mestiçagem e da música tradicional crioula feito canto universal, no segredo mais bem guardado de continente africano: o arquipélago de Cabo Verde.
Já em 2018 – ano muito importante na sua vida que marcou o regresso a Lisboa já com a sua primeira filha com dois anos – Lura publicou um EP que continha o tema “Alguem di Alguem”, um funaná bem ritmado e frenético, e um dueto com Gael Faye, numa nova versão da canção de Teófilo Chantre “Crepuscular Solidão” em homenagem à Cesária Évora. Este foi o tema que os dois artistas interpretaram, pela primeira vez e ao vivo, na edição 2018 do Festival Sakifo, na ilha de La Réunion.
Em 2021, Lura inicia uma “revolução” na sua vida: muda de manager e equipa entregando a Miguel Garcia (manager) e à Lisboa Amsterdam a responsabilidade de mudar a sua vida. Para além disso, inicia ainda a produção e gravação de um novo álbum que querer honrar a premonição do jornal britânico The Independent: "… quando a sua carreira internacional descolar, esta menina vai encher estádios”. O novo álbum que teve a produção do jovem mas já valioso produtor português Agir, promete cumprir a celebração da cultura Luso-Africana, sem descurar a mais importante a atual das suas identidades, a da cantora Lura. Outubro de 2021 é a data prevista para o lançamento do aguardado novo álbum. 2021 é também o ano da celebração dos seus 25 anos de carreira. 

## Discografia Seleccionada
Entre a sua discografia encontram-se: 
- Nha Vida (1996)
- In Love (Lusafrica, 2002)
- Di Korpu Ku Alma (Lusafrica, 2005)
- Di Korpu Ku Alma (Lusafrica, 2005) DVD
- M'bem di fora (Lusafrica, 2006)
- Eclipse (Lusafrica, 2009)
- Best Of (Lusafrica, 2010)
- Best Of (Lusafrica, 2010) DVD
- Herança (2015)